# Скосарь виноградный
Скосарь виноградный (лат. Otiorhynchus asphaltinus) — вид долгоносиков-скосарей из подсемейства Entiminae.

## Описание
Жук длиной 6-12 мм. Задние голени у самцов на переднем крае от основания до вершинной четверти полого дуговидно выпуклые, далее внезапно и глубоко вырезаны; вершинный угол ниже вырезки имеет пальцевидный или четырёхугольный вырост, направленный вперёд и вверх; у самок передний край не образует тупого угла и голень постепенно расширена к вершине; задний край голени у обоих полов более или менее вогнутый.

## Экология
Важный вредитель винограда (Vitis).

## Подвиды
- Otiorhynchus asphaltinus asphaltinus Germar, 1824
- Otiorhynchus asphaltinus creticola L. Arnoldi, 1965 — на Галичьей горе, в Орловской области и в бассейне Северского Донца[2].